# 숙의 방씨
숙의 방씨(淑儀 方氏, ? ~ 1878년11월 14일)는 조선의 후궁으로, 제25대 왕 철종의 후궁이다. 본관은 온양(溫陽)이다.

## 생애
철종의 후궁으로, 본관은 온양(溫陽)이다.
조선 철종 4년(1853년) 2월 22일 종2품 숙의(淑儀)에 봉작(封爵)하였다. 철종과의 사이에서 철종의 장녀와 차녀를 두었으나 두 왕녀(王女) 모두 어린 나이에 일찍 사망하였다.
철종 사후 궁밖에서 거주한 것으로 추정되나, 거주자는 어딘지 알 수 없다. 고종실록에는 1871년 방숙의의 방에 토지를 하사한 기사가 있다. 조선 고종 8년(1871년) 호조(戶曹)에서, ‘적왕손 이하 여러 빈(嬪)들의 방(房)에 주는 절수결(折受結)을 바로잡은 별단을 이미 계하하셨습니다. 방 숙의(方淑儀)의 방에 주는 결수는 지금 550결로 정하였는데 전에 준 500결 외에 50결을 더 보충해서 보내겠습니다.’라고 아뢰니, 전교하기를, “방 숙의에게 더 주는 토지 50결을 박 귀인에게서 줄인 200결 중에서 획급하며, 그 나머지 150결은 우선 당수미수질(當收未收秩)에 두고서 차차 분배하라.” 하였다.
조선 고종 15년(1878년)에 숙의 방씨가 별세하자 장례식 기준을 “조귀인(종1품)의 규례에 따르고, 장례비용 일체와 관을 짜는 목판을 함께 보내라”고 어명을 내렸다.
묘는 원래 서울특별시 성북구 하월곡동에 있었으나 1969년 경기도 고양시 덕양구 원당동에 있는 서삼릉(西三陵) 경내의 후궁 묘역으로 이장하였다. 봉분 앞에 세운 묘표(墓表)에는 숙의온양방씨지묘(淑儀溫陽方氏之墓)라는 글귀가 새겨져 있으며 높이는 150cm이다. 1970년 5월 26일에는 서삼릉과 함께 대한민국의 사적 제200호로 지정되었다.

## 숙의 방씨가 등장하는 작품
| - 《임금님의 첫사랑》 (TBC, 1975년 배우: 이민아) - 철종 - 숙의 범씨 - 남편 : 철종(哲宗, 1831년 ~ 1863년, 재위 : 1849년 ~ 1863년) - 조선의 제25대 왕 - 딸 : 왕녀(王女) - 딸 : 왕녀(王女) 1. 2. 3. 4. - 국사편찬위원회 조선왕조실록 홈페이지 - 숙의방씨묘 - 두산백과 \| \| 이 글은 한국 사람에 관한 토막글입니다. 여러분의 지식으로 알차게 문서를 완성해 갑시다. \| \| \| 이 글은 조선에 관한 토막글입니다. 여러분의 지식으로 알차게 문서를 완성해 갑시다. \| |                                                                                       |
| | 이 글은 한국 사람에 관한 토막글입니다. 여러분의 지식으로 알차게 문서를 완성해 갑시다. |
| 조선에 관한 토막글 | 이 글은 조선에 관한 토막글입니다. 여러분의 지식으로 알차게 문서를 완성해 갑시다.      |